# Méliphage à menton blanc
Melithreptus albogularis
Espèce
Statut de conservation UICN

 LC  : Préoccupation mineure
Le Méliphage à menton blanc (Melithreptus albogularis) est une espèce de passereaux de la famille des Meliphagidae.

## Description
Il mesure de 11,5 à 14,5 cm de long. Il est vert-olive au-dessus et blanc en dessous, avec une tête noire, une tache blanche sur l'œil et un croissant blanc sur la nuque.

## Alimentation
Il se nourrit de nectar et d'insectes.

## Répartition
Il est originaire de Nouvelle-Guinée et de l'est et du nord de l'Australie.

## Sous-espèces
D'après Alan P. Peterson, il en existe 2 sous-espèces :
- Melithreptus albogularis albogularis  Gould 1848 ;
- Melithreptus albogularis inopinatus  Schodde 1989.